# Integrity (együttes)
Az Integrity egy hardcore/metal együttes, ami 1988-ban alakult Clevelandben, Ohio államban. Szövegeinek témái foglalkoznak a vallással, a természetfeletti dolgokkal, elmebajjal, individualizmussal, az okkult dolgokkal, és a "szent terrorizmussal". GISM, Charles Manson, Septic Death, Boyd Rice, Samhain, Francis Bacon, Mighty Sphincter, és a Joy Division voltak hatással a zenekar munkásságára.

## Diszkográfia
- Harder They Fall - Demo cassette - 1989
- In Contrast of Sin 7" EP - Victory Records - 1990
- Voice of Thousands Compilation - Conversion Records - 1990
- Only the Strong" Split - Victory Records - 1990
- Grace of the Unholy Cassingle - Progression Records - 1990
- Thrasher Magazine "Skate Rock" #9 - 1990
- Those Who Fear Tomorrow - Overkill Records - 1992
- Kingdom of Heaven Cassette - Overkill Records 1992
- Integrity/Mayday Split 7" - Endgame Records - 1992
- Integrity Demo cassette - 1992
- Den of Iniquity - Dark Empire - 1993
- No Exit Compilation cassette - Inside Front Zine #4 - 1994
- HookedLungStolenBreathCunt - Lost and Found Records - 1994
- Systems Overload LP - Victory Records - 1995
- Septic Death karaoke 7" - Blood Book 3 - 1995
- We Shall Fight In The Streets Compilation 7" - Area 51 Records- 1995
- Humanity is the Devil 10" EP - Victory Records - 1996
- Integrity/Psywarfare Split 7" - Victory Records - 1996
- Industry Cleveland Compilation CD - Dog Collar Records - 1996
- And For Those Who Still Fear Tomorrow 12" LP - Holy Terror/Toybox Records - 1996
- A Compilation for Atonement Split 7" - Dog Collar Records - 1996
- Integrity/Kids of Widney High Split 7" - Blood Book 5 - 1996
- Taste of Every Sin Compilation CD - Holy Terror - 1997
- Seasons in the Size of Days LP - Victory Records - 1997
- Integrity/Hatebreed Split 7" - Stillborn Records - 1997
- Integrity/Lockweld Split 7" - Victory Records - 1998
- Septic Death Karaoke 7" Repress - Victory Records - 1998
- Bacteria Sour Vol. 2 2x7" - Bacteria Sour Records- 1998
- Integrity 2000 - Victory Records - 1999
- Humanity is the Devil 10" EP Repress Victory Records - 1999
- Integ2000/Fear Tomorrow Split CD - East Coast Empire Records - 1999
- The Final Taste of Every Sin Compilation CD - East Coast Empire Records - 1999
- Integ2000-Project:Regenesis - East Coast Empire Records - 1999
- Closure - LP Victory Records - 2001
- In Contrast of Tomorrow Compilation CD - Victory Records - 2001
- To Die For - EP Deathwish Inc. - 2003
- Salvations Malevolence Compilation CD - 2004
- Palm Sunday Live LP - Aurora Borealis - 2005
- Sliver In The Hands Of Time Compilation CD - Good Life Recordings - 2005
- Palm Sunday CD/DVD  - Spook City Archiválva 2018. augusztus 8-i dátummal a Wayback Machine-ben - 2005
- Always Is Always Forever DVD  - Van Hellion International - 2005
- Walpürgisnacht 7" - A389 Records, CD on Magic Bullet Records - 2008
- Integrity/AVM Split 7" - Holy Terror Records - 2009
- Integrity/Creepout Split 7" - Jukeboxxx record - 2009
- Integrity- To Die For 10" - A389 Records
- Integrity- March Of The Damned 7" A389 Records
- The Blackest Curse CD/LP - Deathwish Inc. - (Még kiadatlan)
- Integrity/Gehenna split 7" - Holy Terror Records - (Még kiadatlan)
- Integrity/VVegas split 7" - Holy Terror Records - (Még kiadatlan)

## Külső hivatkozások
- Official website
- Official Dwid Hellion website
- Integrity at MySpace
- Dwid Hellion at MySpace